# Řeřišničník
Řeřišničník (Cardaminopsis) je rod bylin rostoucích vesměs na osluněných kamenitých a písčitých stráních nebo druhotně na propustných náspech vzniklých lidskou činností. Rod obsahuje okolo 16 druhů vyskytujících se v mírném pásmu severní polokoule a z toho asi deset v Evropě.

## Taxonomie
Nomenklatura tohoto rodu je neustálena a na základě analýzy DNA je rod řeřišničník často vřazován do rodu huseníček (Arabidopsis). V České republice rostou tyto druhy:
- řeřišničník Hallerův (Cardaminopsis halleri)
- řeřišničník písečný (Cardaminopsis arenosa)
- řeřišničník skalní (Cardaminopsis halleri)

Z nich se řeřišničník skalní vyskytuje pouze na nemnoha místech a je v české květeně hodnocen jako druh kriticky ohrožený (§1).

## Popis
Dvouleté nebo vytrvalé trsnaté rostliny z nichž některé mají nadzemní kořenící výhonky. Přízemní listy (někdy vytvářejí listovou růžici) a spodní lodyžní listy jsou obvykle lyrovitě peřenodílné neb peřenosečné a jen zřídka nedělené. Výše postavené lodyžní listy mají krátký řapík nebo bývají přisedlé, na bázi jsou klínovité a po obvodě nejčastěji celistvé. Lodyhy jsou přímé nebo vystoupavé, jednoduché nebo rozvětvené a bývají stejně jako listy lysé nebo porostlé jednoduchými či rozvětvenými chlupy.
Květenství je hrozen tvořený čtyřčetnými oboupohlavnými květy na stopkách. Kališní lístky jsou přitisklé a dva bývají vespod vakovitě vyduté. Bílé, růžové nebo nafialovělé korunní lístky mají drobný nehet. Šest čtyřmocných tyčinek bez přívěsků nese žluté prašníky, okolo nitek jsou nektaria. Semeník obsahuje 12 až 14 vajíček. Plod je podlouhlá, mírně smáčkla šešule zakončená zbytkem suché čnělky s kulovitou bliznou. Semena jsou v dvoupouzdrých šešulích uložená jedné řadě a jejich osemení při vlhkosti neslizovatí.